# ناکاجیما کای-۶
ناکاجیما کای-۶ (به انگلیسی: Nakajima_Ki-6) یک هواگرد ملخ‌پیشین تک‌موتوره از نوع آموزشی-ترابری ساخت شرکت شرکت هواپیمای ناکاجیما است. هواگرد ناکاجیما کای-۶ نخستین پروازش را در ۱۹۳۰ میلادی انجام داد. این هواگرد در سال ۱۹۳۱ میلادی رسماً معرفی گردید.